# Арсланова, Дина Габдрахимовна
Дина Габдрахимовна Арсланова (род. 27 июля 1953, Верхнеиткулово) — советская журналистка. Заслуженный работник культуры Республики Башкортостан (1998). Член Союза журналистов СССР (1978), РФ, РБ.

## Биография
В 1975 году окончила Башкирский государственный университет (ныне Уфимский университет науки и технологий).
С 1975 года — сотрудник газеты «Совет Башкортостаны», с 1981 — журнала «Башкортостан кызы»; с 2001 — заведующая отделом газеты «Башкортостан».
Автор серии статей по социальным и морально-этическим проблемам, по вопросам медицинского обслуживания населения Республики Башкортостан.
В июле 2013 года правительством Башкортостана отмечалось 60-летие журналистки

## Награды
- Заслуженный работник культуры Республики Башкортостан (1998).
- Лауреат премии имени Ш.Худайбердина (2001).
- Лауреат всероссийского конкурса на лучшее произведение в номинации «Преодоление» (2010)[2][3].